# Dhythyanakerekaval, Hunsur
Dhythyanakerekaval là một làng thuộc tehsil Hunsur, huyện Mysore, bang Karnataka, Ấn Độ.